# ヨーロッパの運転免許

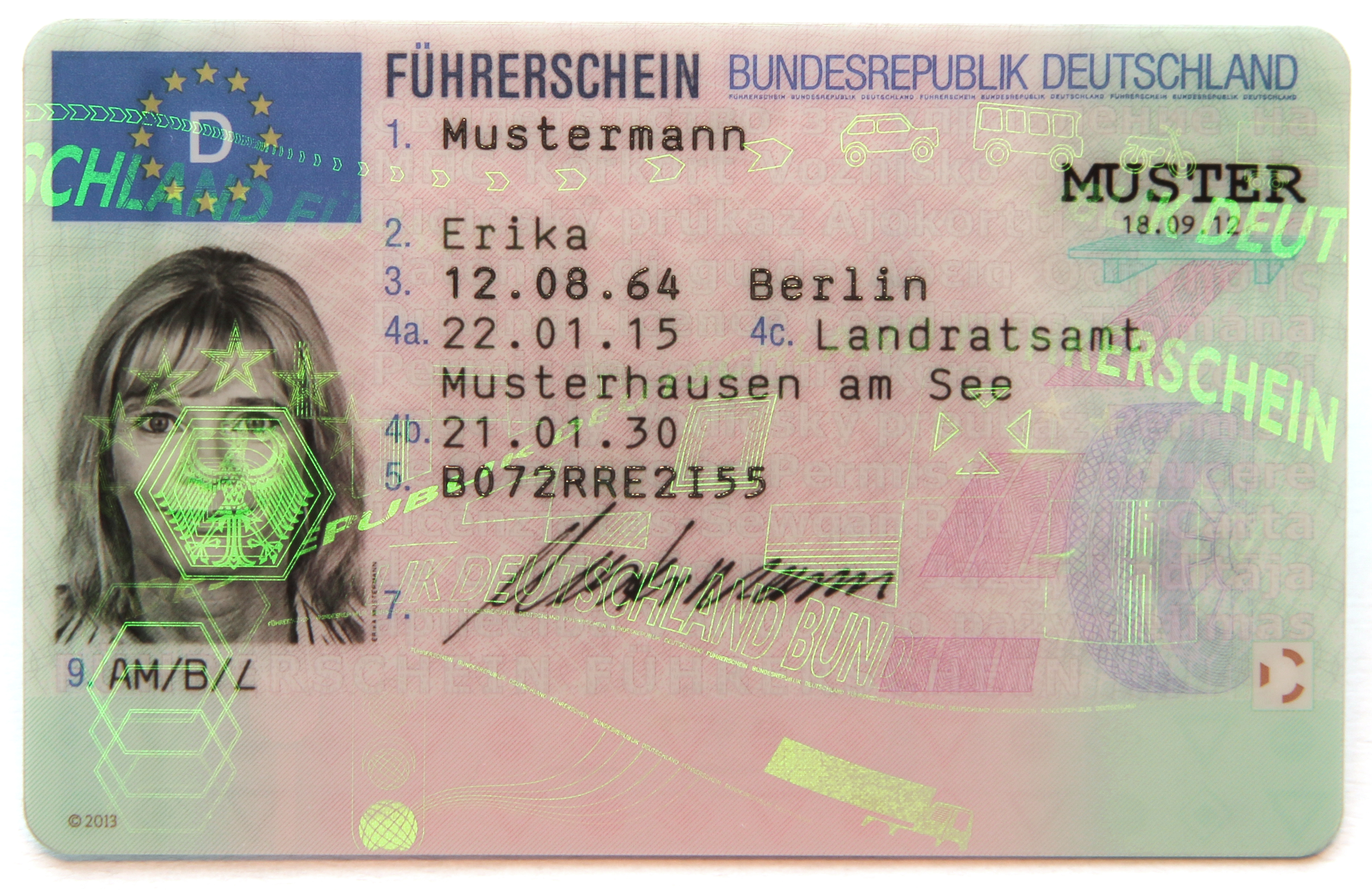
EU旗が記載されたドイツ発行のEU運転免許証。(2013年, 見本)

ヨーロッパの運転免許とは欧州経済領域(EEA)内においてすでに用いられている様々な運転免許を置きかえるものである。
免許証はクレジットカード型で写真付き、さらにマイクロチップ付きのものもある。
EEA内に存在する300 000 000人分110種類のプラスティックおよび紙の免許を置換えると紹介されている。
おもな目的は不正行為の危険性を下げることである。

## 歴史

### 1996年以前
ヨーロッパの運転免許としての第一段階は、1980年12月4日に欧州連合理事会で採択された、国家間共同の運転免許導入に関する指令 80/1263/EECである。その指令によって運転免許のコミュニティモデルが制定され、EEC加盟国間での運転免許の相互承認が保障された。同時にEEC加盟国間での移住による免許証書換の実施も制定された。

### 1996年から
1991年7月29日には運転免許に関する指令 91/439/EECが採択された。EEC加盟国は1994年7月1日までにこの指令を法令化することが要求された。各国での法令は1996年7月1日に施行され、同日に指令 80/1263/EECは廃止となった。指令 91/439/EECは2013年1月19日に廃止されるまで、ヨーロッパの運転免許の法令として有効であった。

#### 規定
指令はEEC加盟国間での運転免許の区分（日本でいう普通自動車や大型自動車といった区分）についても協議調整され、紙面によるものとプラスチックカードによる2種類の免許証を制定した。また、運転免許取得の際に学科試験と実地試験が義務づけられた。試験の際に心身ともに運転に支障がない基準に達していること、EEC加盟国に居住していることも条件に含まれている。指令には運転免許の各種区分において取得できる最少年齢が明記され、下図A、C、Dの区分においては小型・小出力と大型・大出力の段階を経ることが制定されている。

#### 改正
9つの指令と2回の加盟国増加によって法令の改正がなされている。たとえばプラスチックカードによる免許証は1996年7月23日の指令 96/47/ECによって追加されている。

### 2013年から
2006年5月に欧州委員会から提出された、EU/EEA加盟国の110種類におよぶ免許証をヨーロッパ共通の1種類の免許証に統合する案が欧州評議会で採択された。欧州議会も同年12月に採択し、同月30日にはEU官報によって指令 2006/126/EECが制定された。これは2013年1月19日に施工され、同日に指令 91/439/EECが廃止された。

#### 規定
免許証は、クレジットカード型で表面に一層プラスチックコートが施され、カード自体を書き換えるなどの改ざんは困難になっている。
更新は加盟国によって10年または15年。さらにいくつかの加盟国では、カードにマイクロチップが埋め込まれたタイプもある。
このタイプでは警察官はどの国の免許でも自分の言語で免許情報にアクセスすることができ、EEA加盟国内で使用される3種類のアルファベット表記（ラテン文字・ギリシア文字・キリル文字）の違いの問題も解消され、非常に有用であると実証されている。
加えて、免許証の各項目には全て統一の番号が振られている。このため警察は電子アクセスしなくても最低限その場で各項目の意味を理解できるようになっている。
大型のカテゴリ（トラックやバスを含むCやDなど）の場合、更新間隔は5年に限られ、更新ごとに健康診断を受ける必要がある。

#### EEAとの関連性
指令にはEEAについても含まれているが、これはアイスランド、ノルウェーおよびリヒテンシュタインも当規定を承認しているためである。

#### 施行
指令はEU/EEA加盟国で2011年1月19日までに法令化することが義務づけられ、先述の通り2013年1月19日に施工された。施行以前に発行された免許証は2033年に無効となる予定である。

## すべてのEEA加盟国で有効な免種

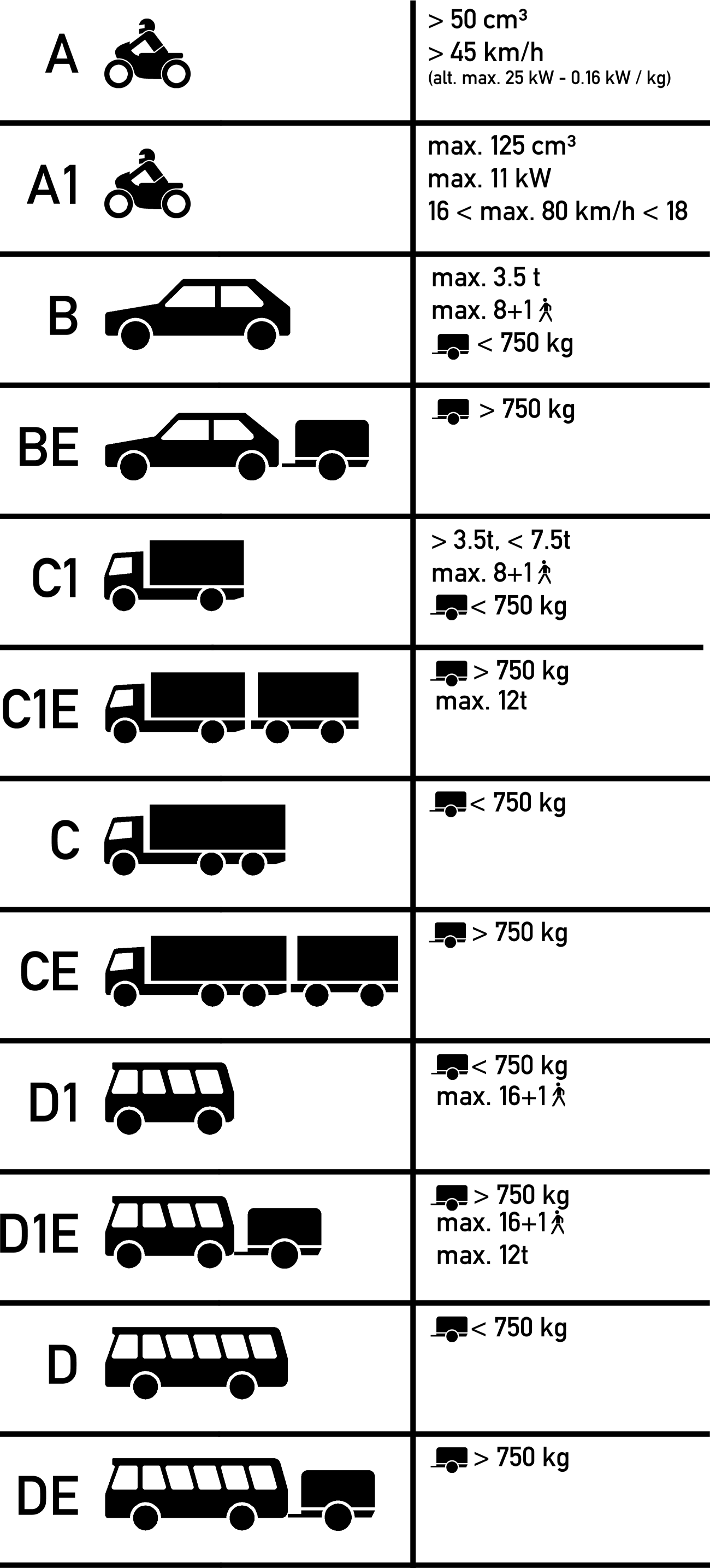
EUにおける自動車の分類（注意: 上図は2013年1月19日以前のもの）

## すべてのEEA加盟国で有効な免種[7]
| 免種       | 説明 | 最低年齢 | 取得条件 | 包含                                  | 備考 |
| ---------- | --- | --- | -------- | ------------------------------------- | --- |
| モペッド   | | |          |                                       | |
| AM         | 設計最大速度が45 km/h以下かつ排気量が50 cc以下である2輪もしくは3輪であるもの。                                                                       | 16歳 (フィンランド, チェコ, スロベニア, スペイン, スウェーデンでは15歳。 エストニア, ラトビア, フランス, イタリア, ポーランド, ポルトガル, ハンガリーでは14歳。) |          |                                       | 2013年1月19日以前は、ブルガリア、フィンランド、ドイツ、アイルランドおよびノルウェーでは”M”と呼ばれた。 |
| オートバイ | | |          |                                       | |
| A1         | 排気量が125 cc以下かつ出力が11 kW以下である自動2輪。出力が15 kWである自動3輪。                                                                       | 16歳 (英国では17歳。 ベルギー,オランダでは18歳。) |          | AM（フィンランドではTを含む）         | Bライセンス所持者はチェコ（AT限定所持者）、イタリア、ラトビア、スロバキア（2年以上の経験有でAT限定所持者）、スペイン（3年以上の経験者）、ポーランド（3年以上の経験者）、ポルトガル（25歳以上またはモペッドの付加免許を有する者）、ベルギー（ベルギー人で2年以上の経験者）においてA1区分の自動二輪を運転できる。また、Bライセンス所持者はオーストリア（5年以上の経験者でA1の練習6時間以上）、フランス（A1の練習7時間以上）、ルクセンブルク（2年以上の経験者でA1の練習7時間以上）、イギリス（初等義務教習修了の者）において実地試験が免除される。 |
| A2         | 出力が35 kW以下かつパワーウェイトレシオが0.2 kW/kg以下かつ車両から2倍以上の出力を供給されていない自動2輪であるもの                                   | 18歳 (英国では19歳。 オランダでは20歳。) |          | A1、AM（フィンランドではTを含む）     | |
| A          | A1に属さないすべての自動2輪もしくは自動3輪であるもの。経験2年未満の者は、25 kW以下かつ0.16 kW/kg以下に限る。                                         | 20歳 (英国では21歳。 オランダでは22歳。) A2以下の免許で2年以上経験を有する者に限る。ただし、24歳以上は経験年数の条件を適用しない。                               |          | A2、A1、AM（フィンランドではTを含む） | 21歳以上のBライセンス所持者はチェコ、イタリア、ラトビア、スペインおよびイギリスにおいて15 kW超の自動3輪を含めてAクラスを運転できる。また、Bライセンス所持者はフランス（練習7時間以上）は試験が免除される。 |
| 普通自動車 | | |          |                                       | |
| B          | 車両総重量が3500 kg以下かつ運転手のほかに8人を輸送するために設計された自動車であるもの。この自動車で 750 kg以下のライトトレーラーが牽引できる.       | 18歳 (英国,アイスランド,アイルランド,ハンガリーでは17歳) |          | AM、S(クロアチアではFとGを含む)       | ノルウェーではSを含まない |
| BE         | Bの車両と最大重量3500 kg以下のトレーラまたはセミトレーラを連結した車両                                                                               | 18歳(英国,アイルランドでは17歳) | B        |                                       | ノルウェーではTを含む |
| 貨物自動車 | | |          |                                       | |
| C1         | 最大重量7500 kg以下の大型自動車。750 kg以下のトレーラをけん引できる。                                                                                | 18歳 | B        |                                       | |
| C1E        | C1の車両と750 kg超のトレーラまたはセミトレーラを連結した車両                                                                                         | 18歳 | C or C1  | T                                     | Cを参照 |
| C          | 最大重量が3.5 t以上かつ運転手のほかに8人以下を輸送するために設計された大型自動車（トラック）。750 kg以下のトレーラまたはセミトレーラをけん引できる。 | 21歳 （ブルガリア、スウェーデン、フィンランドおよびアイルランドでは18歳以上で取得可能。ドイツでは非商用に限り18歳以上で取得可能。）                              | B        | C1                                    | |
| CE         | Cの車両と750 kg超のトレーラを連結した車両 | 21歳 | C        | C1E                                   | |
| バス       | | |          |                                       | |
| D1         | 運転手のほかに16人以下を輸送するために設計された自動車（マイクロバス）。750 kg以下のトレーラをけん引できる。                                         | 21歳 | B        |                                       | |
| D1E        | D1の車両と750 kg超のトレーラを連結した車両 | 21歳 | D or D1  |                                       | |
| D          | 運転手のほかに8人超を輸送するために設計された自動車（バス）。750 kg以上のトレーラをけん引できる。                                                    | 24歳 | B        | D1                                    | 連接バスも含まれる（少なくともイギリスにおいては）。 |
| DE         | Dの車両と750 kg超のトレーラを連結した車両 | 24歳 | D        | D1E                                   | |

## 当該国のみで有効な免種
上記の免種に加え、トラクター、大型自動二輪、動力車つきボート、自動三輪（超小型自動車を含み、B1またはSに分類される）、戦車などの軍用車両といった国独自の免許が存在する。これらの免種は協議されていないため、免許証発行国内でのみ有効となる。

### オーストリア
| 免種 | 説明       | 最低年齢 | 有効国       |
| ---- | ---------- | -------- | ------------ |
| F    | トラクター | 16歳     | オーストリア |

### ブルガリア
| 免種 | 説明                                                  | 最低年齢 | 有効国     |
| ---- | ----------------------------------------------------- | -------- | ---------- |
| T    | トラクター（ブルガリア発行のTはブルガリアでのみ有効） | 16歳     | ブルガリア |

### クロアチア
| 免種 | 説明                             | 最低年齢 | 有効国     |
| ---- | -------------------------------- | -------- | ---------- |
| F    | トラクター（トレーラ有または無） | 16歳     | クロアチア |
| G    | 建設機械                         | 16歳     | クロアチア |
| H    | 路面電車                         | 21歳     | クロアチア |

### ドイツ
| 免種 | 説明 | 最低年齢 | 有効国 |
| ---- | --- | -------- | ------ |
| BF17 | 同乗者必須 若年運転者は30歳以上またはBライセンスを受けて5年以上の者を同乗させなければならない。ドイツとオーストリアではこの免種を若年層の事故率減少のために導入した。Bライセンスを取得できる年齢に達すればBF17からBへ書換となる。 | 17歳     | ドイツ |

### ノルウェー
| 免種 | 説明                                                      | 最低年齢 | 有効国     |
| ---- | --------------------------------------------------------- | -------- | ---------- |
| S    | スノーモービル（ノルウェー発行のSはノルウェーでのみ有効） | 16歳     | ノルウェー |
| T    | トラクター（ノルウェー発行のTはノルウェーでのみ有効）     | 16歳     | ノルウェー |

### ポーランド
| 免種 | 説明       | 最低年齢 | 有効国     |
| ---- | ---------- | -------- | ---------- |
| T    | トラクター | 16歳     | ポーランド |

## スイス
スイスはEFTA加盟国であるが、EEAには非加盟である。しかしながら運転免許に関する法令はほぼEUのものを準拠しており、ほとんどのEEA加盟国間と免許の書換ができる。また2000年代からは自動車の分類および免許証の形状についてEUと同一のものを使用している。
Bライセンスを得るためには18歳以上で、救急救命講習の受講と視力検査に合格する必要がある。学科試験に合格すれば2年間有効の練習用免許（日本でいう仮免許）が得られる。練習用免許で運転練習する際は23歳以上で経験3年以上の者が同乗する必要がある。実地試験実施前に10時間以上の「道路交通への熟知」の学科講習が義務づけられる。
実地講習は法的に義務づけられているわけではないが、実地試験合格のためには事実上の必須事項となっている。実地試験合格後は3年間有効の初心運転者免許が交付される。制限なしの免許を得るためには初心運転者期間のうちに重大な交通事故を起こしていないこと、少なくとも2日の運転練習をしていることが必要となる。
自動二輪や大型自動車に関しては規定が異なり、また農耕車に関しては免許なしで運転できる。2011年時点では45分間の実地練習で約90スイスフラン、各種税金・学科講習・免許取得までには約600スイスフランがかかる。ただし、初心運転者期間の2日以上の練習はこの料金に含まれていない。
学科試験はドイツ語、フランス語またはイタリア語で受けることができ、英語での受験が可能な州もある。

## 券面の写真
| 発行国             | 国記号 | 2013年1月19日以前 | 2013年1月19日以降 |
| ------------------ | ------ | ----------------- | ----------------- |
| オーストリア       | A      |                   |                   |
| ベルギー           | B      |                   |                   |
| ブルガリア         | BG     |                   |                   |
| クロアチア         | HR     |                   |                   |
| キプロス           | CY     |                   |                   |
| チェコ             | CZ     |                   |                   |
| デンマーク         | DK     |                   |                   |
| エストニア         | EST    |                   |                   |
| フィンランド       | FIN    |                   |                   |
| フランス           | F      |                   |                   |
| ドイツ             | D      |                   |                   |
| ギリシャ           | GR     |                   |                   |
| ハンガリー         | H      |                   |                   |
| アイスランド       | IS     |                   |                   |
| アイルランド       | IRL    |                   |                   |
| イタリア           | I      |                   |                   |
| ラトビア           | LV     |                   |                   |
| リヒテンシュタイン | FL     |                   |                   |
| リトアニア         | LT     |                   |                   |
| ルクセンブルク     | L      |                   |                   |
| マルタ             | M      |                   |                   |
| オランダ           | NL     |                   |                   |
| ノルウェー         | N      |                   |                   |
| ポーランド         | PL     |                   |                   |
| ポルトガル         | P      |                   |                   |
| ルーマニア         | RO     |                   |                   |
| スロバキア         | SK     |                   |                   |
| スロベニア         | SLO    |                   |                   |
| スペイン           | E      |                   |                   |
| スウェーデン       | S      |                   |                   |
| イギリス           | UK     |                   |                   |